# Рассоховское
Рассоховское (укр. Розсохівське) — село на Украине, находится в Народичском районе Житомирской области. Расположено на реке Уж.
Код КОАТУУ — 1823755109. Население по переписи 2001 года составляет 69 человек. Почтовый индекс — 11434. Телефонный код — 4140. Занимает площадь 1,204 км².
Стоит на реке Уж, при впадении притока Котячий.
ручей Котячий.

## История
В 1946 году указом ПВС УССР село Хутор-Рассоховский переименовано в Рассоховское.

## Адрес местного совета
11400, Житомирская обл., Народичский р-н, пгт Народичи, ул. Ленина, 175.